# Anish Kapoor

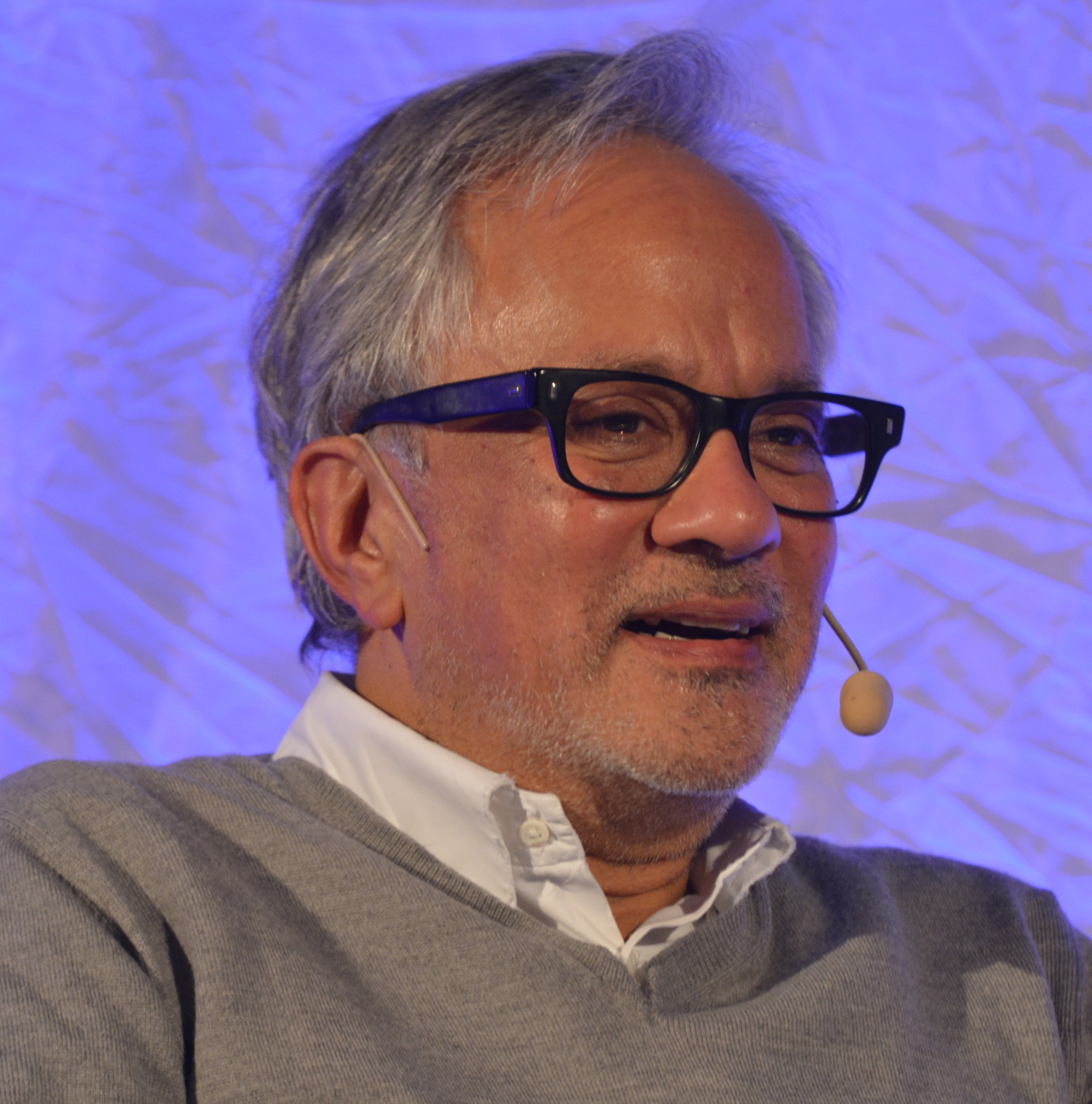
Anish Kapoor (2017)

Sir Anish Kapoor (* 12. März 1954 in Mumbai, Indien) ist ein indisch-britischer Bildhauer. Als Träger einiger der begehrtesten Kunstpreise und hoher ziviler Auszeichnungen gehört er zu den weltweit angesehensten Künstlern unserer Zeit.

## Leben und Werk
Kapoor ist der Sohn eines indischen Hindu, der als Hydrograph bei der indischen Marine arbeitete, und einer jüdischen Irakerin. Im Alter von sechzehn Jahren verließ er Indien, lebte zuerst in einem Kibbuz in Israel und kam 1973 nach London, wo er Kunst am Hornsey College of Art und später am Chelsea College of Art and Design studierte. Außerdem besuchte er die Doon School in Dehradun, Indien. Seine Arbeiten weisen Einflüsse westlicher und östlicher Kultur sowie religiöser Themen auf. Eine Zugehörigkeit zu einer bestimmten Religion ist aus den Werken nicht ersichtlich.
Internationale Aufmerksamkeit erhielt Kapoor bereits in den 1970er Jahren mit Skulpturen aus Farbpigmenten. Über monochrome Rauminstallationen gelangte er zu Monumentalskulpturen aus ungewöhnlichen Werkstoffen. Sein Marsyas (→ Marsyas) aus dem Jahr 2002 war in der Turbinenhalle der Tate Modern in London installiert. Ein von ihm geschaffener Altarstein befindet sich in der Unterkirche der Dresdner Frauenkirche. 2003 errichtete er für eine Werkausstellung im Kunsthaus Bregenz eine 20 Tonnen schwere rote Skulptur aus Vaseline und Wachs mit dem Titel My red Homeland. 2006 folgte Cloud Gate, auch „The Bean“ genannt, eine 110 Tonnen schwere, rostfreie Stahlkonstruktion im Millennium Park in Chicago. 2008 schuf Kapoor in Berlin mit der 24 Tonnen schweren Stahlskulptur Memory eine Auftragsarbeit für die Deutsche Guggenheim, und 2009/2010 war sie im Solomon R. Guggenheim Museum zu sehen.
Von Kapoor stammt der Entwurf für den ArcelorMittal Orbit, eine 115 Meter hohe Skulptur für die Olympischen Spiele 2012 in London. Die Konstruktion besteht aus ineinander verdrehten Stahlstreben und erinnert an die Form einer orientalischen Wasserpfeife. An der Spitze befindet sich eine Aussichtsplattform. Der Stahlturm ist seit 2014 öffentlich zugänglich.
Ebenfalls im Jahr 2012 schuf Kapoor das Bühnenbild für eine Neuinszenierung von Richard Wagners Alterswerk Parsifal an der Nederlandse Opera in Amsterdam. Es inszenierte der Intendant des Opernhauses Pierre Audi, es dirigierte Iván Fischer. Die Kostüme wurden von Christof Hetzer entworfen.
Im Jahr 2018 verletzte sich ein Ausstellungsbesucher im portugiesischen Serralves-Museum, als er in ein tiefes Loch der Installation „Descent into Limbo“ („Abstieg in die Vorhölle“) stürzte; er hatte geglaubt, bei dem Loch in der Mitte eines Betonwürfels würde es sich um eine optische Täuschung handeln.
Kapoor hat sich von der Herstellerfirma Surrey NanoSystems die Exklusivrechte für den Gebrauch der Substanz Vantablack im Bereich der Kunst gesichert; in anderen Bereichen darf die Oberflächenbeschichtung weiterhin frei verwendet werden. Kapoors Exklusivrechte an Vantablack sind Gegenstand einer andauernden Kontroverse. Zu den prononcierten Kritikern Kapoors zählen dabei etwa die britischen Maler Christian Furr und Stuart Semple.
Seit Mitte September 2020 ist in der Rotunde im Eingangsbereich des Museums Pinakothek der Moderne in München eine riesige Kugel aus dunklem PVC installiert, die sich über drei Etagen des Hauses erstreckt. Das während zweier Jahre entwickelte Kunstwerk Kapoors ist 14 Meter hoch und 22 Meter breit und seine Münchner Einpassung brauchte zwei Tage Arbeit. Die Namensgebung „HOWL“ ist angelehnt an das gleichnamige Langgedicht von Allen Ginsberg und wird von Kapoor selbst als „ein Ausdruck von weiblicher Kraft und Leidenschaft“ gedeutet, die braun-rote Farbe verweise auf Menstruationsblut.
Anish Kapoor lebt und arbeitet in London.

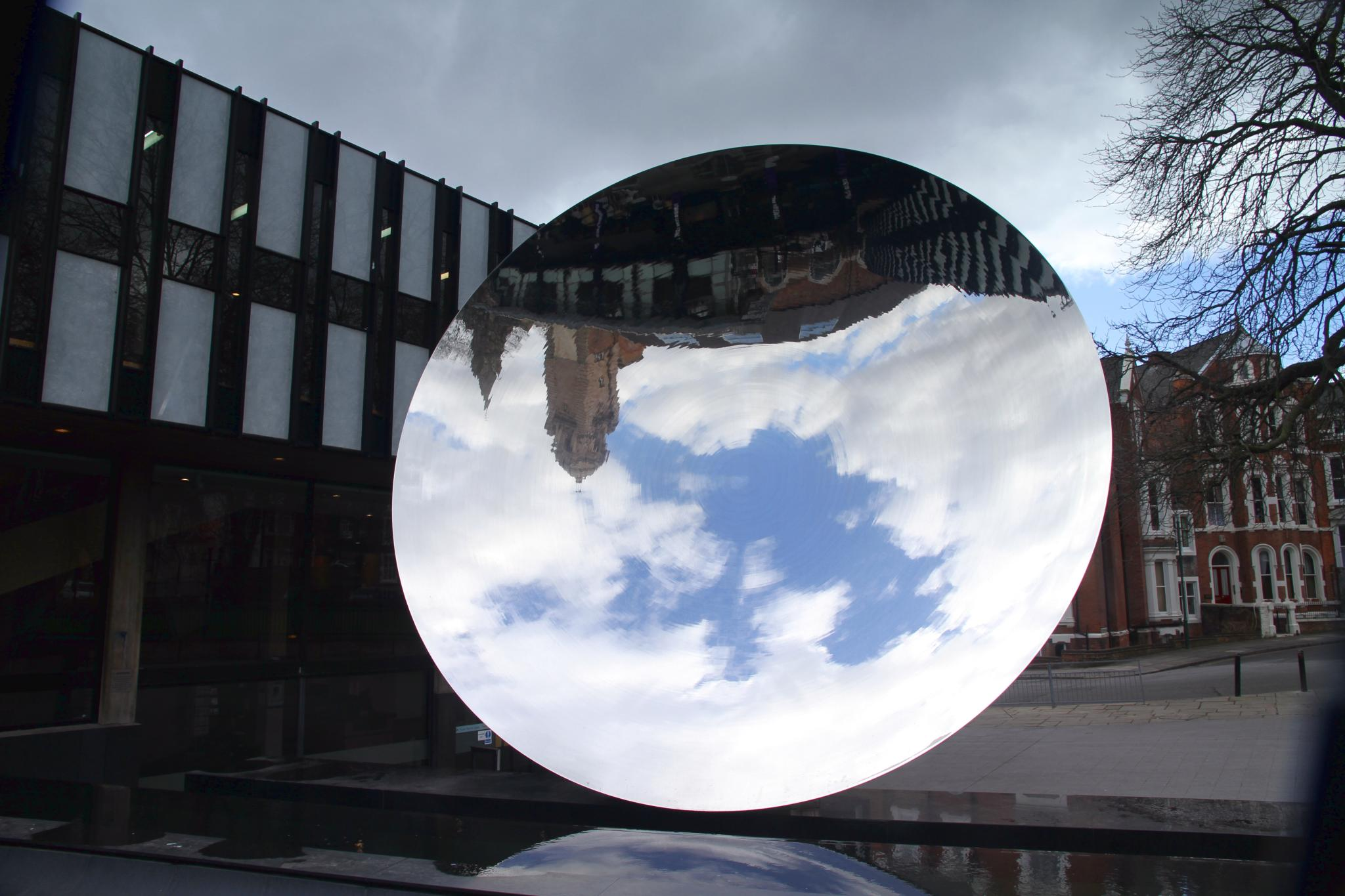
Sky Mirror (2001), Nottingham Playhouse
Cloud Gate (2006), Millennium Park, Chicago
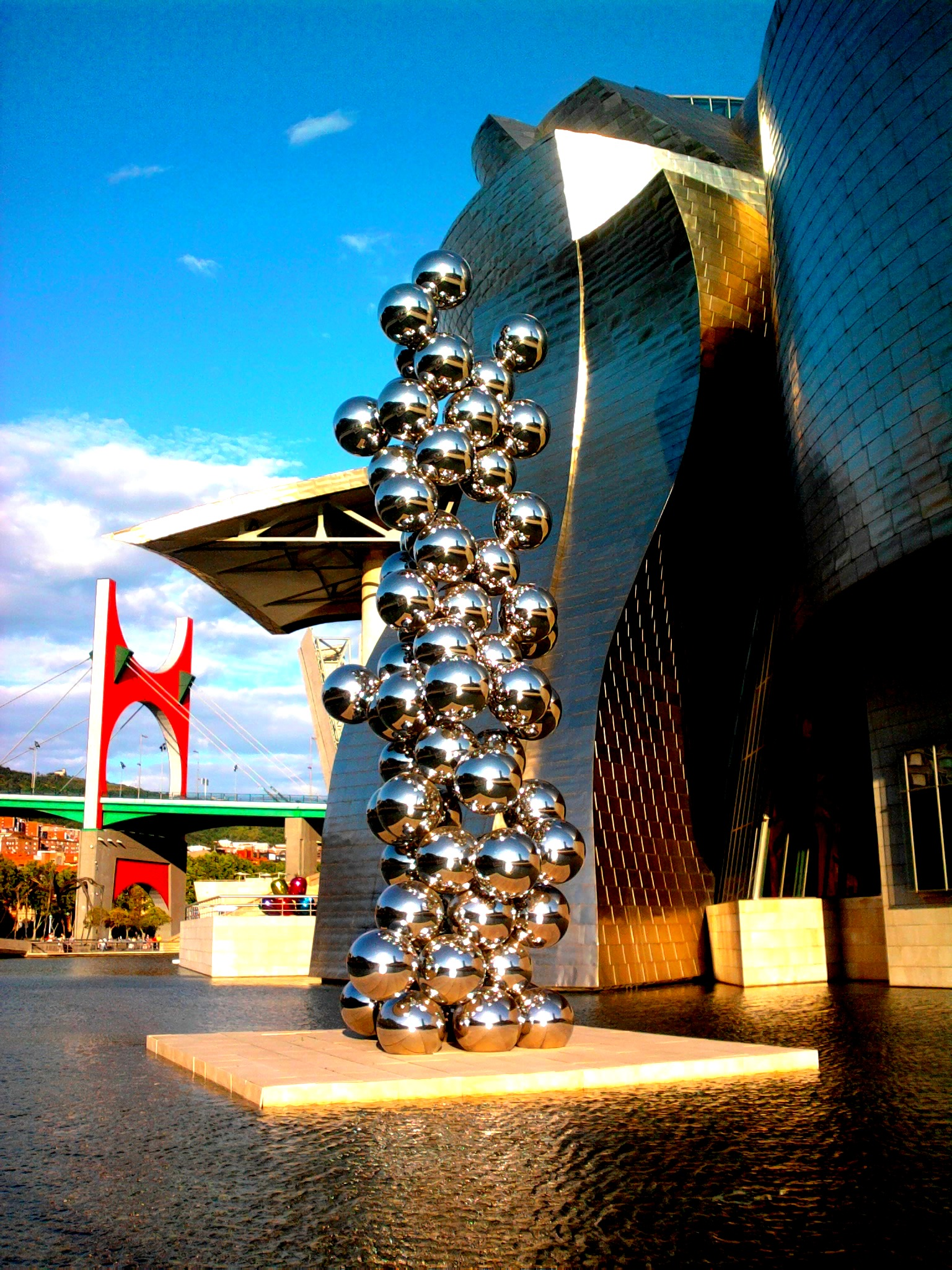
Tall Tree and the Eye (2009), Guggenheim Museum, Bilbao
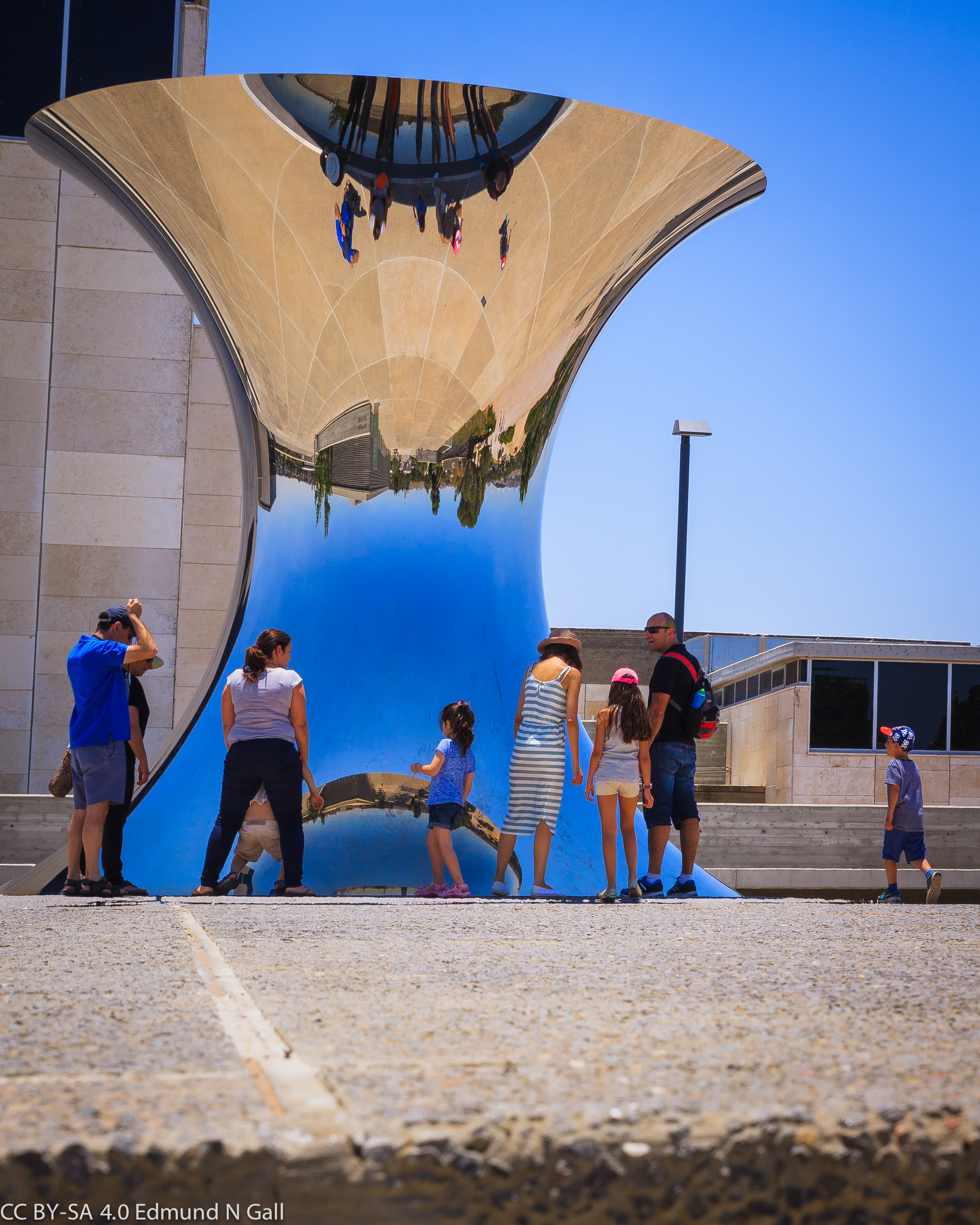
Turning the World Upside Down (2010), Israel-Museum, Jerusalem
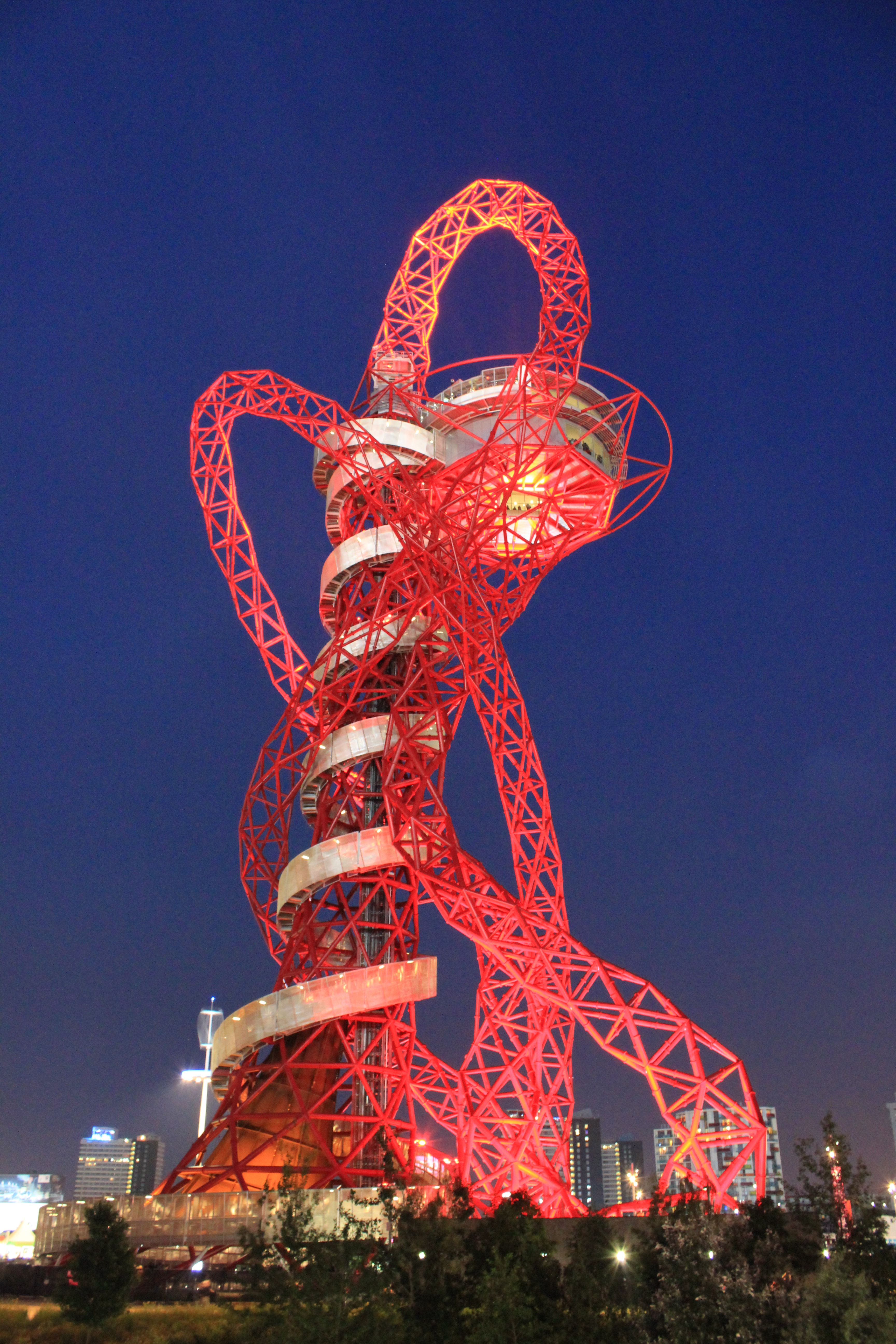
ArcelorMittal Orbit (2012), Olympiapark, London

## Preise und Auszeichnungen
- 1991 Turner-Preis
- 1995 Bürgerpreis mit Ilse Haider[6]
- 2011 Praemium Imperiale, Tokio
- 2012 Indischer Staatsorden Padma Bhushan
- 2012 Ehrenmitglied der American Academy of Arts and Letters[7]
- 2013 Ritterschlag[8]
- 2017 Genesis-Preis
- 2024 Wilhelm-Lehmbruck-Preis

## Ausstellungen (Auswahl)
- 1990 nahm Anish Kapoor an der Biennale in Venedig teil.
- 1992 folgte seine Teilnahme an der Documenta IX in Kassel.
- Die Galleria continua in San Gimignano, Provinz Siena zeigte 2003 eine Ausstellung mit dem Titel Anish Kapoor.
- Vom 30. Mai bis 7. September 2008 zeigte das Institute of Contemporary Art in Boston die Kapoors Schaffen gewidmete Ausstellung Past, Present, Future.
- Von Januar bis April 2009 war Kapoors Ausstellung Shooting into the Corner im Museum für Angewandte Kunst (MAK) in Wien zu sehen.[9] Im selben Jahr widmete die Royal Academy in London dem vielfältigen Schaffen des Künstlers eine umfangreiche Ausstellung.[10]
- 2011 wurde im Grand Palais in Paris seine 12 Tonnen schwere und mit 72.000 Kubikmetern Luft aufgeblasene Struktur Leviathan im Rahmen der jährlich stattfindenden Monumenta ausgestellt. Im selben Jahr zeigte Kapoor auf der 54. Kunstbiennale in Venedig seine Installation Ascension in der Basilica di San Giorgio. „In meinen Arbeiten verschwimmen häufig Schein und Wirklichkeit. Was mich an „Ascension“ besonders interessiert, ist die Idee von Immaterialität, die hier zum Objekt wird: Rauch formt sich zu einer Säule. In dieser Arbeit findet sich auch eine Anspielung auf Moses, der einer Rauchsäule, einem Lichtstrahl in der Wüste folgte.“[11] Parallel dazu waren in Mailand Werke von Kapoor an zwei Ausstellungsorten zu sehen: In der Rotonda di Via Besana und in der Fabbrica del Vapore.
- 2013: Aarhus, ARoS: Klein / Byars / Kapoor[12]
- Für den Lichthof des Martin-Gropius-Baus, in dem 2013 die Ausstellung Kapoor in Berlin stattfand[13], fertigte der Künstler die Installation Symphony for a Beloved Sun an. Blutrote Wachsklumpen werden auf Förderbändern mehrere Meter in die Höhe gefahren und fallen dann vor einer riesigen, die untergehende Sonne symbolisierenden, tiefroten Scheibe in die Tiefe.[14]
- Das Werk Dirty Corner (2011–2015), eines von sechs monumentalen Werken von Kapoor, die von Juni bis November 2015 im Schlosspark von Versailles ausgestellt sind, wurde – nach einer Farbattacke im Juni 2015 – Anfang September ein zweites Mal Opfer von Vandalismus. Es wurde mit antisemitischen Parolen wie „Die zweite Schändung der französischen Nation durch jüdische Aktivitäten“, „Schande Entehrung Betrug Satanismus“, „SS Blut Opfer“, „Königin Blutopfer, ein zweites Mal“ oder „Christus ist König in Versailles“ übersprüht. Dirty Corner besteht aus einer über 50 m langen Stahlröhre, die in einer etwa 10 m hohen Öffnung endet, sowie Steinen um die Öffnung herum. Die Presse hatte Kapoor nach der Ausstellungseröffnung mit dem Begriff „Vagina der Königin“ zitiert. Französische Royalisten verstehen das Kunstwerk seither als Versinnbildlichung der Vagina von Marie-Antoinette und sehen so die französische Geschichte besudelt. Kapoor distanzierte sich später von dieser Darstellung. Die großzügige, symmetrische Anlage der Gärten von Versailles sollte wohl auch eine „ewige Macht“ spürbar machen. Auf die Einladung hin, in diesen Gärten auszustellen, hatte er sich entsprechend entschlossen, die „perfekte Oberfläche“ zu „unterhöhlen“.[15][16][17] Dieses Mal entschied Kapoor, dass die Arbeit nun unverändert bleiben und die Narben der Verletzungen und der Intoleranz tragen soll – „um an den Antisemitismus zu erinnern, den wir lieber vergessen würden“. Es handele sich auch um eine gewaltsame Attacke gegen den menschlichen Geist und die Kultur. Diese werde damit nun Teil des Kunstwerks.[18][19][20]
- 2020/2021 kaufte die Staatsgalerie in Stuttgart mit Hilfe von Mitgliedsbeiträgen das Kunstwerk "Concave Convex (Diamond)", welches nun in der Dauerausstellung zu sehen ist.[21][22]
- 2022/23 wurden im Skulpturenpark Waldfrieden (Wuppertal) in der Mittleren Ausstellungshalle unter dem Titel Anish Kapoor Skulpturen eine Auswahl aktueller Werke sowie seine begehbare Großskulptur Sectional Body preparing for Monadic Singularity (2015) gezeigt.[23]

## Dokumentationen
- Heinz Peter Schwerfel: Die Welt des Anish Kapoor, Frankreich 2011, 52 min.